# فرانز غروبر
فرانز غروبر (بالألمانية: Franz Gruber)‏ هو مغني أوبرا ألماني، ولد في 1882 في ميونخ في ألمانيا، وتوفي بنفس المكان في 1932.